# St Veep
St Veep – wieś w Anglii, w Kornwalii. Leży 71 km na północny wschód od miasta Penzance i 340 km na zachód od Londynu.